# Olia Tira
Pour les articles homonymes, voir Tira.
Olia Tira, née le 1er août 1988 à Potsdam, est une chanteuse moldave née en Allemagne.
Elle a représenté la Moldavie au Concours Eurovision de la chanson en 2010 en compagnie du groupe SunStroke Project avec la chanson Run Away.